# Branko Semelić
Branko Semelić (Premantura, 29. prosinca 1919. – Gornji Suhor, Slovenija, 20. listopada 1943.), hrvatski antifašist.

## Životopis
Rodio se poratne 1919. godine. Imanentna talijanska okupacija i rast fašizma u Italiji prisililo mu je obitelj na emigraciju u Hrvatsku, u Kraljevinu SHS. Nastanili su se u Zagrebu.
Ondje završava osnovnoškolsko obrazovanje, klasičnu gimnaziju te upisuje Ekonomski fakultet koji nakon godine dana prekida da bi upisao Tehnički fakultet. Usporedno sa studijem djeluje unutar Istarskog kluba te općenito među studentima kao član Komunističke partije čije ideje promiče među mlađom populacijom. Aktivno je govorio protiv Mačekove politike. Nazivao ju je kapitulantskom. U sklopu promicanja komunističkih ideja, dobio je zadaću bilten „Naša Borba", koji je promicao komunističke revolucionarne ideje, prebaciti iz Hrvatske u Sloveniju, zbog čega biva uhićen i zatvoren na nekoliko mjeseci u prvoj polovici 1941. godine. Nakon izlaska iz zatvora kratko djeluje ilegalno u Zagrebu, nakon čega se priključuje partizanskom pokretu u Lici. Početkom 1942. bijaše komesar čete u Pokupskom blizu Karlovca, sudjeluje u ratnim operacijama na Petrovoj Gori te u oslobađanju djece iz ustaškog logora Jastrebarsko, da bi krajem iste godine postao sekretar Kotarskog komiteta KPH Bosiljevo. Iste je godine pred naletom kolone njemačkih vojnika bio prisiljen s djelom vojnika prijeći iz NDH u slovensku Belu krajinu, tada pod Trećim Reichom, te se skloniti na nekoliko dana u jednoj od špilja. Ne znajući što se zbiva vani, izlazi u izviđanje kada ga je na koti Gornji Suhor presrela njemačka ophodnja te likvidirala. Zbog svojih zasluga u ratu, pulska gimnazija je po njemu nosila ime sve do pada komunizma i raspada Jugoslavije 1991. godine.